# Julio Perillán
Julio Perillán Gandarias (Washington D. C., 8 de septiembre de 1973) es un actor hispano-estadounidense.

## Biografía
Nació en Bethesda, Maryland una pequeña población al noroeste de Washington D. C.. Con doble nacionalidad española y estadounidense, Perillán es hijo de padres españoles. Es el tercero de cuatro hermanos y el único de ellos que se ha dedicado al mundo del espectáculo. Antes de ser actor se licenció en físicas por la Universidad de Maryland y tras la muerte de su padre se marchó a Los Ángeles, California, para realizar estudios de cine e interpretación.
En 1998 comenzó su carrera como actor formando parte del elenco en obras de teatro como Fool for Love (Madrid Theatre) y The Masque of Poe (Sacred Fools Theatre).
Su primera incursión cinematográfica (Eden’s Curve. Virginia 2003), fue como productor y actor en una película independiente y controvertida basada en un hecho de la vida real, dirigida por Anne Misawa y producida por él mismo y Jerry Meadows. Una vez finalizado este proyecto, Julio toma la decisión de realizar un viaje a España con un doble objetivo, la búsqueda de sus raíces y el cuidado de sus abuelos paternos. 
Nada más poner pie en territorio español realiza una prueba para el director vitoriano Juanma Bajo Ulloa y es escogido para dar vida a David, personaje protagonista de Frágil (2004). Desde entonces ha estado trabajando bajo la batuta de directores como Manuel Martín Cuenca (Malas temporadas), Elio Quiroga  (La hora fría  y NO-DO), Samuel P. Abrahams (Chico meets Chica), Martin Donovan (Kappa il Bandito) y Woody Allen (Vicky Cristina Barcelona), formando parte de producciones nacionales e internacionales.
También se le vio en algún proyecto de TV (Los 80, Telecinco y Cuéntame cómo pasó, TVE) y gracias a su bilingüismo en alguna producción nacional rodada en inglés.
Actualmente vive en Madrid, aunque continúa manteniendo fuertes lazos con su familia en Estados Unidos y con sus inicios de teatro tanto en Los Ángeles, CA como en NY.

## Filmografía

### Largometrajes
| Año  | Película                       | Director               |
| ---- | ------------------------------ | ---------------------- |
| 2022 | Matadero                       | Santiago Fillol        |
| 2017 | Demonios tus ojos              | Pedro Aguilera         |
| 2016 | Ignacio de Loyola              | Paolo Dy, Cathy Azanza |
| 2016 | Proyecto Lázaro                | Mateo Gil              |
| 2016 | Anomalous                      | Hugo Stuven            |
| 2015 | Extinction                     | Miguel Ángel Vivas     |
| 2013 | Anna                           | Jorge Dorado           |
| 2013 | Viral                          | Lucas Figueroa         |
| 2011 | No habrá paz para los malvados | Enrique Urbizu         |
| 2010 | Naufragio                      | Pedro Aguilera         |
| 2010 | Mr. Nice                       | Bernard Rose           |
| 2008 | NO-DO                          | Elio Quiroga           |
| 2008 | Vicky Cristina Barcelona       | Woody Allen            |
| 2008 | ASD, Alma sin dueño            | Tinieblas González     |
| 2007 | Kappa Il Bandito               | Martin Donovan         |
| 2006 | La hora fría                   | Elio Quiroga           |
| 2005 | Moscow Zero                    | María Lidón            |
| 2004 | Malas temporadas               | Manuel Martín Cuenca   |
| 2003 | Frágil                         | Juanma Bajo Ulloa      |
| 2002 | Eden´s Curve                   | Anne Misawa            |
| 2001 | The Decay of Fiction           | Pat O'Neill            |

### Cortometrajes
| Año  | Película                   | Director            |
| ---- | -------------------------- | ------------------- |
| 2015 | They Will All Die in Space | Javier Chillon      |
| 2014 | Laura                      | Julio Mas Alcaraz   |
| 2012 | Prólogo                    | Lucas Figueroa      |
| 2007 | New Romantics              | Alauda Ruiz de Azúa |
| 2005 | La Carta                   | Carles Vila         |
| 2005 | Chico meets Chica          | Samuel P. Abrams    |
| 2005 | Otra vida                  | Juana Macías        |

### Televisión.
- Still Star Crossed: ABC Studios 2016
- La que se avecina: Serie Telecinco 2016
- Centro médico: Serie de RTVE 2015
- Hospital Central: Serie de Telecinco 2009
- Cuéntame cómo pasó: Serie de TVE 2003-2005
- El comisario: Serie de Telecinco 2005
- Crusader, TV Movie de Carlos Arribau 2004
- Los 80: Serie de Telecinco 2004
- Hospital Central: Serie de Telecinco 2009
- Cuéntame cómo pasó: Serie de TVE 2003-2005
- El comisario: Serie de Telecinco 2005
- Crusader, TV Movie de Carlos Arribau 2004
- Los 80: Serie de Telecinco 2004

### Teatro
- Imagine, Cachito mío producciones (2009).
- Walk of Fame Cafe,  producido por Stick Film Productions (2005).
- The Masque of Poe,  Sacred Fools Theatre (2000).
- Fool for Love,  Madrid Theatre (2000).
- Beowulf and Grendel,  Theatre West (1999).
- Walk of Fame Cafe,  producido por Stick Film Productions (2005).
- The Masque of Poe,  Sacred Fools Theatre (2000).
- Fool for Love,  Madrid Theatre (2000).
- Beowulf and Grendel,  Theatre West (1999).

## Premios y candidaturas
Festival de Málaga Zonacine Archivado el 25 de marzo de 2017 en Wayback Machine.
| Año  | Categoría                       | Película          | Resultado |
| ---- | ------------------------------- | ----------------- | --------- |
| 2017 | BIZNAGA DE PLATA AL MEJOR ACTOR | Demonios tus ojos | Ganador   |